# Сіафорт (Міннесота)
Сіафорт (англ. Seaforth) — місто (англ. city) в США, в окрузі Редвуд штату Міннесота. Населення — 82 особи (2020).

## Географія
Сіафорт розташований за координатами 44°28′37″ пн. ш. 95°19′47″ зх. д. / 44.47694° пн. ш. 95.32972° зх. д. (44.476815, -95.329845).  За даними Бюро перепису населення США в 2010 році місто мало площу 2,60 км², з яких 2,58 км² — суходіл та 0,02 км² — водойми.

## Демографія
Згідно з переписом 2010 року, у місті мешкало 86 осіб у 35 домогосподарствах у складі 20 родин. Густота населення становила 33 особи/км².  Було 38 помешкань (15/км²).
Расовий склад населення:
| - 100,0 % — білих |

До двох чи більше рас належало 0,0 %. Частка іспаномовних становила 2,3 % від усіх жителів.
За віковим діапазоном населення розподілялося таким чином: 30,2 % — особи молодші 18 років, 55,8 % — особи у віці 18—64 років, 14,0 % — особи у віці 65 років та старші. Медіана віку мешканця становила 36,5 року. На 100 осіб жіночої статі у місті припадало 126,3 чоловіків;  на 100 жінок у віці від 18 років та старших — 100,0 чоловіків також старших 18 років.
Середній дохід на одне домашнє господарство  становив 51 232 долари США (медіана — 47 083), а середній дохід на одну сім'ю — 69 744 долари (медіана — 55 000). Медіана доходів становила 41 250 доларів для чоловіків та 26 250 доларів для жінок. За межею бідності перебувало 4,5 % осіб, у тому числі 0,0 % дітей у віці до 18 років та 13,3 % осіб у віці 65 років та старших.
Цивільне працевлаштоване населення становило 29 осіб. Основні галузі зайнятості: сільське господарство, лісництво, риболовля — 24,1 %, освіта, охорона здоров'я та соціальна допомога — 13,8 %, оптова торгівля — 10,3 %, роздрібна торгівля — 10,3 %.